# 駱駝 (小説家)
駱駝（らくだ）は、日本の男性ライトノベル作家。神奈川県在住。ストレートエッジ所属。

## 来歴
24歳の時に、世に自分が居たという証明のためと、エンタメを残したいという思いから小説家を志し、小説を書き始める。初めて送った小説賞は電撃小説大賞で、それから5年間、会社に勤めながら様々なライトノベル賞に応募するも、1次選考落ちを繰り返していた。
2015年、『俺を好きなのはお前だけかよ』（応募時の作品名は『壊れたジョーロは使えない』）で第22回電撃小説大賞《金賞》を受賞し、ラノベ作家デビューした。

## 人物
「自分が面白いと思った作品しか書きたくない」、「やりたい放題やることを心がける」など、執筆に於いても普段に於いても、自分のやりたいようにやる性格である。自分の作品の「お約束」の一つとして、三編みメガネのキャラクターを登場させるようにしている。

## 作品

### 小説
- 俺を好きなのはお前だけかよ（イラスト：ブリキ、電撃文庫、2016年2月 - 2022年1月、全17巻）
- シャインポスト ねえ知ってた？ 私を絶対アイドルにするための、ごく普通で当たり前な、とびっきりの魔法（イラスト：ブリキ、電撃文庫、2021年10月 - 、既刊3巻）
- やがてラブコメに至る暗殺者（イラスト：塩かずのこ、電撃文庫、2023年7月 - 、既刊2巻）
- 主人公の幼馴染が、脇役の俺にグイグイくる（イラスト：こむぴ、電撃文庫、2025年1月 - 、既刊2巻）
- 話せばわかる、異世界交流 魔物に営業するリーマンと、食レポで万バズの勇者（イラスト：ox、実業之日本社、2025年5月）

### アニメ
- 俺を好きなのはお前だけかよ（2019年10月 - 12月） - 原作・シリーズ構成・脚本
- 俺を好きなのはお前だけかよ〜俺たちのゲームセット〜（2020年9月） - 原作・シリーズ構成・脚本
- シャインポスト（2022年7月 - 10月） - 世界観設定・小説執筆・脚本

### ゲーム
- シャインポスト Be your アイドル！（2025年6月4日 KONAMI、ヒロインストーリーズシナリオ・監修）

## 出演
- 山下駱駝[注 1]（2021年1月10日 - 2022年4月19日、ニコニコ生放送、YouTube〈電撃文庫チャンネル〉）